# Dolina Dretulje
Dolina Dretulje este o arie protejată (sit de importanță comunitară — SCI) din Croația întinsă pe o suprafață de 590,77 ha, integral pe uscat.

## Localizare
Centrul sitului Dolina Dretulje este situat la coordonatele 45°04′39″N 15°23′13″E / 45.077446°N 15.386866°E.

## Înființare
Situl Dolina Dretulje a fost declarat sit de importanță comunitară în iulie 2013 pentru a proteja 2 specii de plante și 1 specie de animale.

## Biodiversitate
Situată în ecoregiunea alpină, aria protejată conține 5 habitate naturale: Liziere de ierburi înalte hidrofile de câmpie și de nivel montan până la alpin, Mlaștini alcaline, Cursuri de apă de la nivel de câmpie la nivel montan, cu vegetație Ranunculion fluitantis și Callitricho-Batrachion, Pajiști cu Molinia pe soluri calcaroase, turboase sau argilos-nămoloase (Molinion caeruleae), Fânețe de joasă altitudine (Alopecurus pratensis, Sanguisorba officinalis).
La baza desemnării sitului se află mai multe specii protejate:
- plante (2): Apium repens, Scilla litardierei
- mamifere (1): vidră de râu (Lutra lutra)

Pe lângă speciile protejate, pe teritoriul sitului au mai fost identificate 3 specii de plante.